# Andreas Clercx
Pour les articles homonymes, voir Clercx.
Andreas Clercx, né le 6 novembre 1886 à Neerpelt et y mort le 28 mars 1978, est un homme politique catholique belge, membre du CVP.
Clercx fut industriel.
Il fut élu conseiller communal (1921-) et bourgmestre (1921-58) de Neerpelt; sénateur provincial de la province de Limbourg (1944-1949). en suppléance de Edouard Janssens.

## Sources
- Bio sur ODIS